# 雪窦寺

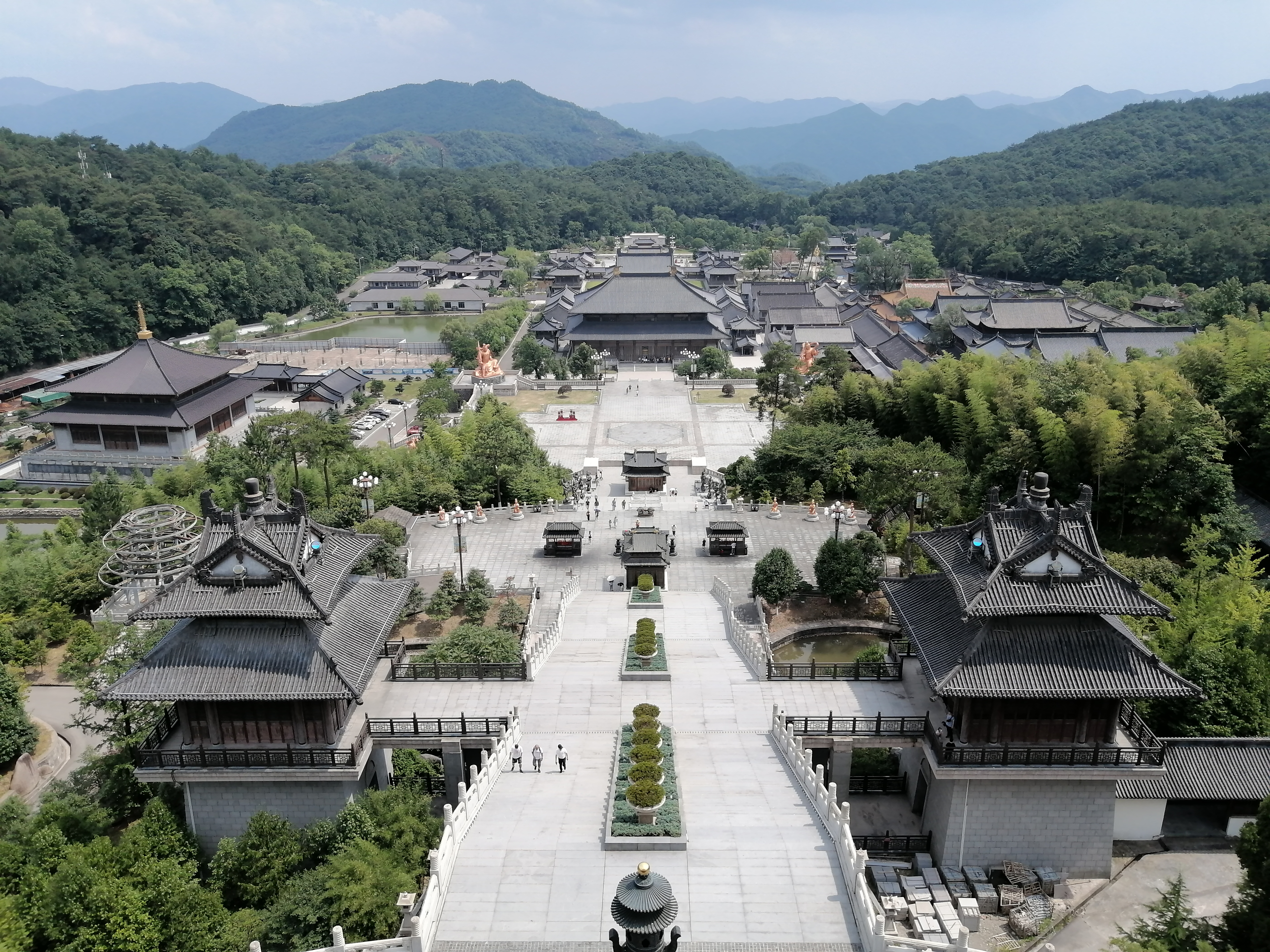
雪竇寺布局

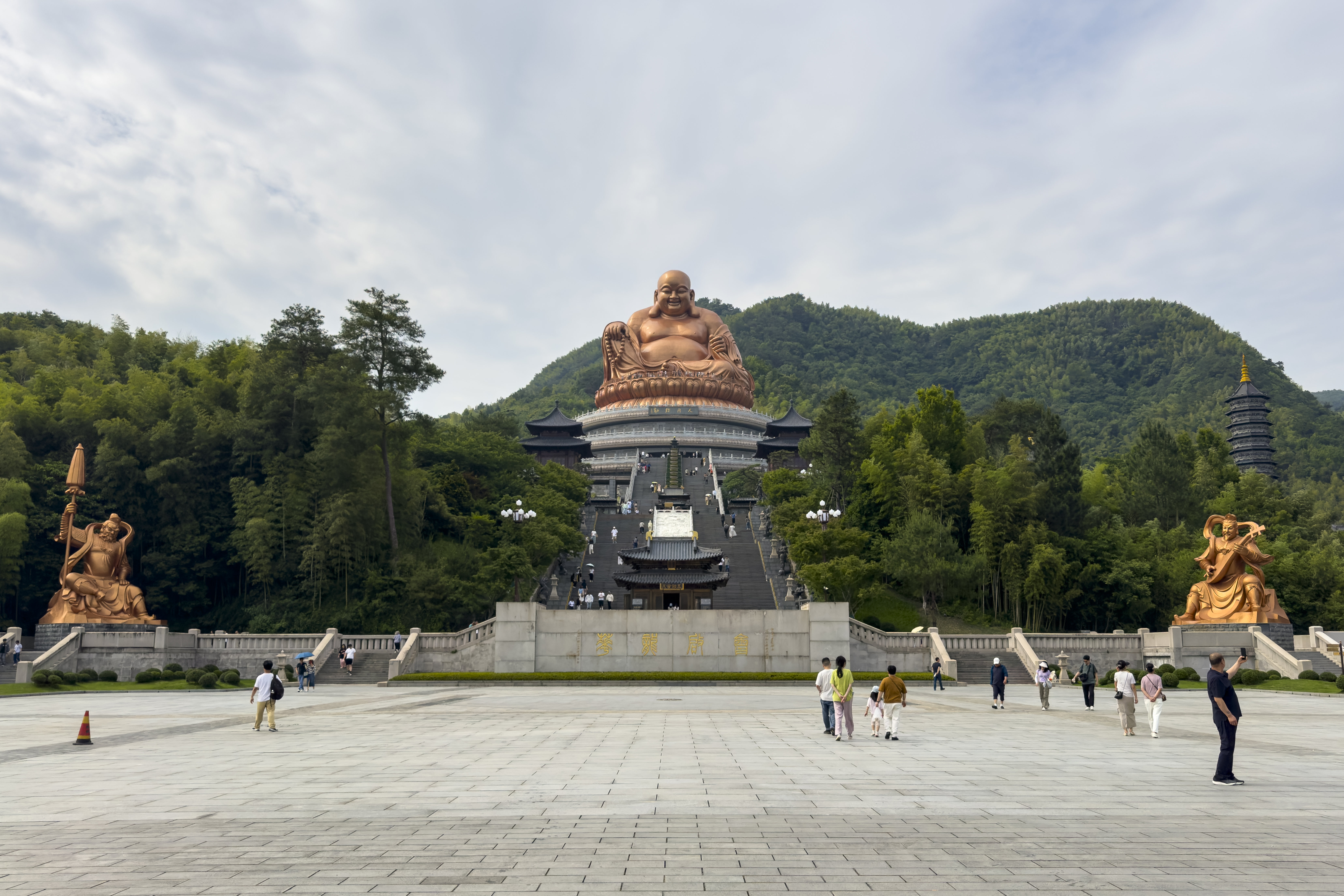
彌勒大佛

雪窦寺，全称“雪窦资圣禅寺”，是著名禅宗寺庙，位列“禅宗十刹”，也是“布袋和尚”弥勒佛的道场，位于中国浙江省宁波市奉化区溪口镇雪竇山。

## 經歷
雪窦寺经历兴衰沧桑，历史上屡毁屡建。雪窦寺始于晋代，据清代《雪窦寺志》记载：“晋时有尼结尘山顶，初名瀑布院”。
唐朝会昌元年（841年）移至今址，名作“瀑布观音院”。唐朝景福元年（892年）扩建，成为一座大规模的寺院，有寺田愈90公顷。
宋朝咸平二年（999年），当时的宋真宗赵恒颁诏赐名“雪窦资圣禅寺”。
相傳宋仁宗梦中到過一山，醒后記憶猶新。下詔將天下名山畫影圖形，呈獻披覽。當看到雪窦時，恰與夢境相合，於是派人攜帶賞錢，分發給山上寺僧。故名“应梦道场”。
南宋绍兴二十七年（1157年），寺院第2次被毁。宋宁宗時制定禅院等级制，雪窦寺位列为“五山十刹”中十刹。後來南宋宋理宗赵昀御书“应梦名山”四字賜之。從此在雪竇山留下一塊石碑，上刻「應夢名山」四字，「名山」於是更加出名。
崇祯十六年（1643年），寺院第4次被毁。1968年，雪竇寺在文革中被毀，這是雪窦寺第5次被毀。1985年修复雪窦寺筹委会成立。1988年1月1日，修復後的雪窦寺对外开放。1991年10月，雪窦寺內的弥勒宝殿对外开放。